# LabCorp
Labcorp est une entreprise américaine spécialisée dans les analyses de biologie médicale. Elle est basée en Caroline du Nord à Burlington.

## Histoire
En novembre 2014, Labcorp acquiert Covance, une entreprise américaine présente dans les tests de diagnostics médicaux pour la recherche, pour 6,1 milliards de dollars.